# Finlands ministerier
Finlands ministerier bildar tillsammans Finlands regering. Regeringen är indelad i tolv ministerier. De olika ministerierna har sina säregna arbetsområden. I ett ministerium kan arbeta en eller två ministrar.

## Finlands ministerier
- Arbets- och näringsministeriet
- Finansministeriet
- Försvarsministeriet
- Inrikesministeriet
- Jord- och skogsbruksministeriet
- Justitieministeriet
- Kommunikationsministeriet
- Miljöministeriet
- Social- och hälsovårdsministeriet
- Statsrådets kansli
- Undervisnings- och kulturministeriet
- Utrikesministeriet